# کاستل سن پیترو ترمه
کاستل سن پیترو ترمه (به ایتالیایی: Castel San Pietro Terme) یک کومونه در ایتالیا است که در استان بولونیا واقع شده‌است. کاستل سن پیترو ترمه ۱۴۸ کیلومتر مربع مساحت و ۲۰٬۸۲۱ نفر جمعیت دارد و ۷۵ متر بالاتر از سطح دریا واقع شده‌است.

## خواهرخوانده
شهرهای اپاتیا و باد زالتسشلیرف خواهرخوانده‌های کاستل سن پیترو ترمه هستند.